# George Hincapie
George Hincapié (Nueva York, 29 de junio de 1973) es un exciclista profesional estadounidense.

## Trayectoria
De ascendencia colombiana, fue un destacado clasicómano, aunque la fama le llegó por ser uno de los mejores gregarios de Lance Armstrong en la consecución de sus siete Tours de Francia. Además, también participó en la primera victoria de Alberto Contador en el año 2007 y en la victoria de Cadel Evans en el año 2011.
En 2012 logró el récord de participaciones en el Tour de Francia que ostentaba el holandés Joop Zoetemelk, al llegar a las 17 ediciones disputadas.
También con 17 participaciones, tiene el récord en la París-Roubaix y el Tour de Flandes. Además participó en 5 Juegos Olímpicos consecutivos (desde Barcelona 1992 a Pekín 2008).
Tras 19 años como ciclista profesional, se retiró el 26 de agosto de 2012 al finalizar su última carrera, el USA Pro Cycling Challenge.
Además de competir por casi 20 años, Hincapié participa de otros proyectos pero siempre ligado al ciclismo. En 1999, junto con su hermano Richard, crearon el equipo Hincapié Cycling Team, en su ciudad de residencia, Greenville. El proyecto está basado en la formación de talentos jóvenes y en 2012 fue registrado en la UCI con licencia Continental pasando a llamarse BMC-Hincapie Sportswear. Hincapié Sportswear es una empresa de indumentaria deportiva que fundó en 2002 (también con su hermano), cuya fábrica de producción comenzó a funcionar en Medellín un año después, dirigida por su tío Jorge.

## Confesión sobre dopaje
Poco después del retiro, en octubre de 2012, reconoció en una carta pública que al inicio de su carrera había utilizado sustancias prohibidas para mejorar el rendimiento. Hincapié fue uno de los 11 ciclistas que atestiguó en la investigación que la USADA (Agencia Estadounidense Anti-Dopaje) realizó contra el equipo US Postal y su compatriota y excompañero de equipo Lance Armstrong. Reconoció que dado el uso frecuente de sustancias dopantes en el pelotón internacional, era imposible competir al más alto nivel sin ellas. Aseguró que luego del año 2006, dejó de hacerlo y que decidió admitir su pasado en un intento de restaurar la credibilidad del ciclismo.
Aunque ya había abandonado el ciclismo activo, aceptó una suspensión desde el 1 de septiembre y fue descalificado de todos los resultados obtenidos desde el 31 de mayo de 2004 hasta el 31 de julio de 2006.

## Palmarés
| 1994 - 1 etapa de la West Virginia Classic - 2 etapas del Tour de Luxemburgo 1995 - Acht van Chaam 1997 - 1 etapa de la Semana Catalana 1998 - Campeonato de Estados Unidos en Ruta 1999 - 1 etapa del Prutour (Tour of Britain) - First Union Classic 2000 - 2.º en el Campeonato de Estados Unidos en Ruta 2001 - Gante-Wevelgem - Gran Premio de San Francisco - 3.º en Campeonato de Estados Unidos en Ruta 2002 - 3.º en el Campeonato de Estados Unidos en Ruta 2004 - Tres días de La Panne | \| Resultados anulados desde el 31/5/2004 al 31/7/2006 \| \| ----------------------------------------------------------------------------------------------------------------------------------------------------------- \| \| 2005 - Kuurne-Bruselas-Kuurne - 2 etapas de la Dauphiné Libéré - 1 etapa del Tour de Francia - Gran Premio de Plouay 2006 - 2 etapas del Tour de California \| 2006 - 1 etapa del Tour del Benelux - Campeonato de Estados Unidos en Ruta 2007 - Tour de Misuri, más una etapa - 2.º en el Campeonato de Estados Unidos en Ruta 2008 - 1 etapa del Tour de California - 1 etapa de la Dauphiné Libéré 2009 - Campeonato de Estados Unidos en Ruta 2011 - 2.º en Campeonato de Estados Unidos en Ruta - 1 etapa del USA Pro Cycling Challenge |
| Resultados anulados desde el 31/5/2004 al 31/7/2006 | |
| 2005 - Kuurne-Bruselas-Kuurne - 2 etapas de la Dauphiné Libéré - 1 etapa del Tour de Francia - Gran Premio de Plouay 2006 - 2 etapas del Tour de California | |

## Resultados en Grandes Vueltas y Campeonatos del Mundo
| Carrera         | Carrera         | 1994 | 1995  | 1996 | 1997  | 1998 | 1999 | 2000 | 2001 | 2002 | 2003 | 2004 | 2005 | 2006 | 2007 | 2008 | 2009 | 2010 | 2011 | 2012 |
| --------------- | --------------- | ---- | ----- | ---- | ----- | ---- | ---- | ---- | ---- | ---- | ---- | ---- | ---- | ---- | ---- | ---- | ---- | ---- | ---- | ---- |
|                 | Giro de Italia  | —    | —     | —    | —     | —    | —    | —    | —    | —    | —    | —    | —    | —    | Ab.  | —    | —    | —    | —    | —    |
|                 | Tour de Francia | —    | —     | Ab.  | 104.º | 53.º | 78.º | 65.º | 71.º | 59.º | 47.º | 33.º | 14.º | 32.º | 24.º | 33.º | 17.º | 59.º | 56.º | 38.º |
|                 | Vuelta a España | —    | 110.º | —    | —     | —    | —    | —    | —    | —    | Ab.  | —    | —    | —    | —    | —    | —    | —    | —    | —    |
| Mundial en Ruta | Mundial en Ruta | Ab.  | —     | —    | —     | —    | —    | —    | —    | —    | 37.º | —    | —    | —    | 23.º | —    | —    | —    | —    | —    |

—: no participa
Ab.: abandono

## Equipos
- Motorola (1994-1996)
- US Postal/Discovery Channel (1997-2007)
  - US Postal Service (1997-2002)
  - US Postal Service presented by Berry Floor (2003-2004)
  - Discovery Channel Pro Cycling Team (2005-2007)
- Team High Road/Team Columbia (2008-2009)
  - Team High Road (2008) (hasta junio)
  - Team Columbia (2008)
  - Team Columbia-High Road (2009) (hasta junio)
  - Team Columbia-HTC (2009)
- BMC Racing Team (2010-2012)